# Fjällstenspindel
Fjällstenspindel (Titanoeca nivalis) är en spindelart som beskrevs av Simon 1874. Fjällstenspindel ingår i släktet Titanoeca och familjen stenspindlar. Enligt den finländska rödlistan är arten nära hotad i Finland. Arten är reproducerande i Sverige. Artens livsmiljö är fjällklippor, block- och stenmarker. Inga underarter finns listade i Catalogue of Life.